# Östra Husby landskommun
Östra Husby landskommun  var en tidigare kommun i Östergötlands län.

## Administrativ historik
När 1862 års kommunalförordningar trädde i kraft inrättades i Sverige cirka 2 500 kommuner. Huvuddelen av dessa var landskommuner (baserade på den äldre sockenindelningen), vartill kom 89 städer och åtta köpingar. Då inrättades i  Östra Husby socken i Östkinds härad i Östergötland denna kommun.
Vid kommunreformen 1952 uppgick denna  landskommun i Östra Vikbolandets landskommun som senare 1974 uppgick i Norrköpings kommun.

## Politik

### Mandatfördelning i Östra Husby landskommun 1938-1946
| 5 | 9 | 3 | 3 |

| 19 |

| 7 | 9 | 2 | 2 |

| 18 |

| 6 | 9 | 3 | 2 |

| 18 |